# Kakamega
Kakamega és una ciutat situada a la Kenya occidental, i capital de la província de l'oest. Té una població de 73.607 segons el cens de l'any 1999. Està situada a 100 quilòmetres de Kisumu, la tercera ciutat més gran de Kenya. Les principals activitats econòmiques de la ciutat són l'agricultura i la pesca.